# 285

285(이백팔십오)는 284보다 크고 286보다 작은 자연수다.

## 수학
- 합성수로, 그 약수는 1, 3, 5, 15, 19, 57, 95, 285다. 진약수의 합은 195이므로, 285는 부족수다.
- 30번째 쐐기수다. 앞의 쐐기수는 282, 다음 쐐기수는 286이다.
  - 7번째 홀수 쐐기수다. 앞의 홀수 쐐기수는 273, 다음은 345다.
- 5번째 삼십각수다. 앞의 삼십각수는 172, 다음은 426이다.
- 9번째 사각뿔수다. 앞의 사각뿔수는 204, 다음은 385다.
- {\displaystyle 285=3^{2}+5^{2}+7^{2}+9^{2}+11^{2}}
  - 연속하는 홀수 5개의 제곱합으로 나타낼 수 있으며, 이 성질을 지닌 앞의 수는 165, 다음 수는 445다.
- {\displaystyle 56^{2}-1}은 285로 나누어떨어진다.

## 과학
- NGC 285(영어판): 고래자리 방향에 있는 렌즈형은하.
- 285 르지나(영어판): 소행성.

## 교통

### 철도
- 서일본 여객철도 285계 전동차

### 도로
- 일본 285번 국도(일본어판): 아키타현 아키타시에서 가즈노시까지 이어지는 일본의 국도.
- 현도 제285호선

## 군사
- U-285(영어판): 제2차 세계 대전에 사용된 나치 독일의 군용 잠수함.

## 문화유산
- 대한민국의 국보 제285호: 울주 대곡리 반구대 암각화
- 대한민국의 보물 제285호: 금동보살입상
- 대한민국의 사적 제285호: 서울 고려대학교 본관

## 방송
- LG헬로비전의 STB 상생방송 채널 번호.

## 기타
- 연도: 285년, 기원전 285년